# 洪宗孝
洪宗孝（1958年8月5日—），一译洪忠和，印尼名哈斯多莫·阿比，已退役印尼男子羽球運動員，出生於中爪哇省古突士，活躍於1970年代末期到1980年代中期的國際賽場。他有一位弟弟是1992年夏季奧運會男子雙打銀牌得主洪忠中，另一位弟弟是1995年IBF世界錦標賽男子單打冠軍哈里揚托·阿爾比。
1979年，洪忠和在東南亞運動會上贏得男子單打金牌。1984年，他代表印尼參加湯姆斯盃。他在對陣中國的決賽中以第二單打出賽，以14:17、15:6、15:8擊敗韓健，協助印尼隊從中國隊手中奪回獎盃。